# 貞観大噴火

精進湖から望む大室山と富士山。富士山北西斜面から流れ出した大量の溶岩は大室山を抱き込む形で広がり、剗の海の大半を埋めた。現在の精進湖はこの溶岩流の上に乗った形である。

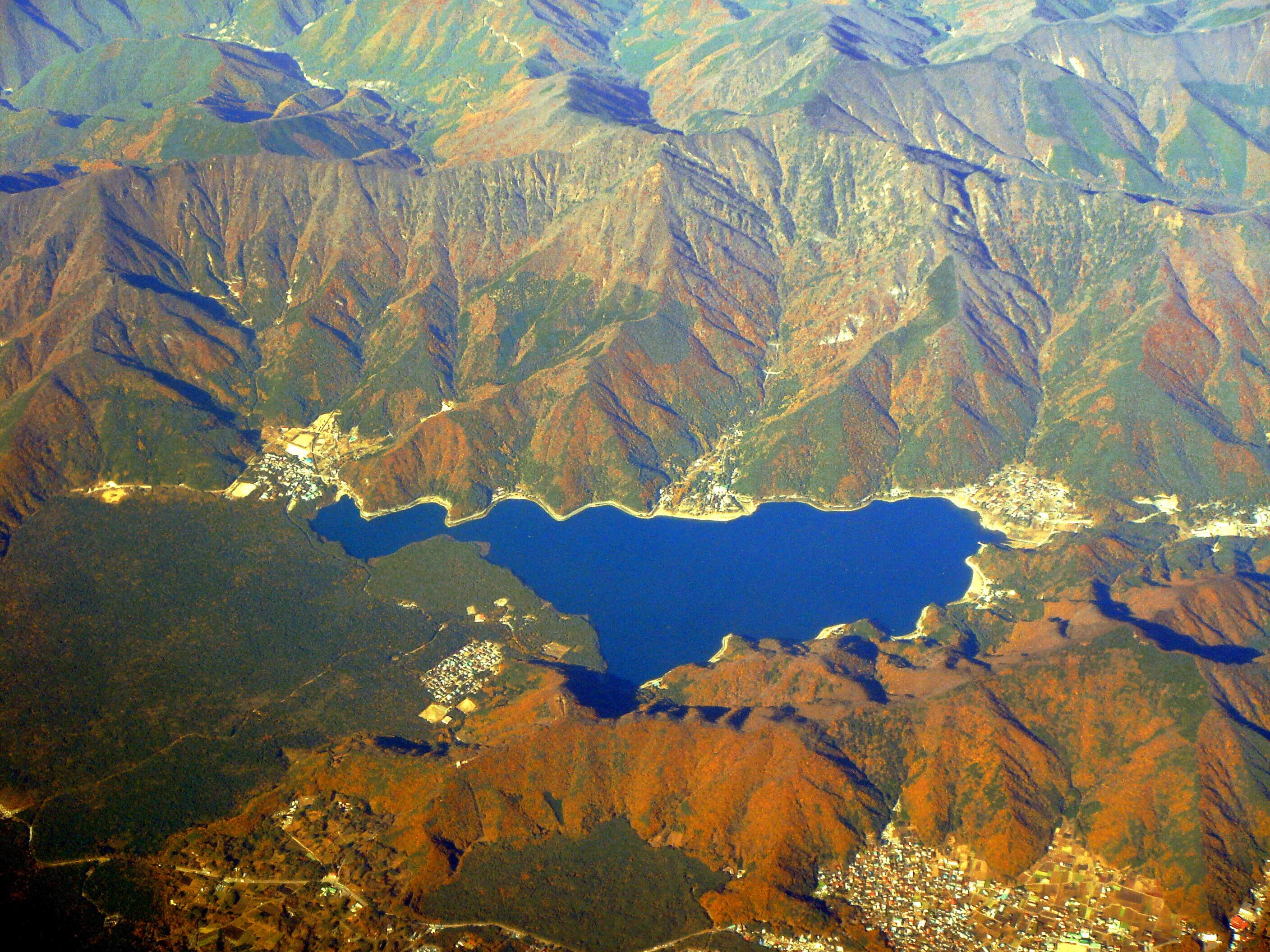
西湖。かつては剗の海の東端だった。

貞観大噴火（じょうがんだいふんか）は、平安時代初期の864年（貞観6年）から866年（貞観8年）にかけて発生した、富士山の大規模な噴火活動である。文献記録に残るうちでは最大規模と考えられている。
この噴火は、山頂から北西に約10km離れた斜面で発生した大規模な割れ目噴火である。長尾山ほか2、3のスコリア丘を形成し、膨大な量の溶岩を噴出させた。噴出物の総量は約14億m3にも及び、溶岩流は北西山麓を広く覆い尽くした末に、北麓にあった広大な湖・剗の海（せのうみ）の大半を埋没させた。
この噴火で埋没した剗の海の残片が現在の富士五湖のうちの2つ、西湖と精進湖であり、溶岩流の上に1100年の時を経て再生した森林地帯が青木ヶ原樹海である。
噴火災害が大きく、江戸時代中期の1707年（宝永4年）に起きた宝永大噴火とともに特異例として数えられる。

## 古代の富士山噴火史
1万〜5,000年前より新富士火山の活発な活動が始まった（噴気・噴煙・噴火）。
山頂火口から立ち上る噴気は、当時の人々にとって日常的な光景だった。奈良時代後期に成立した『万葉集』の巻11には、噴火活動を自身の恋焦がれる胸中に例えた歌が「作者不詳」として2首載せられている。
720年（養老4年）頃東国に赴任していた高橋虫麻呂は富士山を讃えた長歌に富士の噴火活動のさまを詠みこんでいる。
『続日本紀』の781年（天応元年）の項には「富士山で灰が降り、山麓の草木が枯れた」との記録がある。
平安時代の800年 - 802年（延暦19年 - 21年）には延暦噴火が発生。東側斜面に側火口の「西小富士」を形成し、鷹丸尾溶岩と檜丸尾第2溶岩を噴出し、火山灰の降灰もあった。当時の東海道だった足柄路は降灰状況などを考慮し1年間通行を取りやめ、代わりに箱根路を整備し使った。
繰り返される噴火災害を受け、朝廷では富士山に神位を捧げ、神を「懐柔」することで事態の沈静化を図っていた。

### 時代背景
西暦864年（貞観6年）は、日本の首都が平城京から長岡京を経た末に平安京に落ち着いてちょうど70年目にあたる年である。朝廷では清和天皇の外祖父・藤原良房が皇族以外で初の摂政に就任し、後の藤原北家繁栄の礎を築きつつあった。

## 貞観噴火の推移
以下は、当時の歴史書『日本三代実録』の記述による。
- 貞観6年5月25日（864年7月2日）、駿河国の報告

- 約2か月後の7月17日（8月22日）、甲斐国の報告

8月、朝廷では甲斐国司に対して浅間神社の神を奉じて鎮謝するよう命じている。しかし貞観7年（865年）年末の記録に「災異いまだ止まず」とあることから、この時期まで2年間に渡り、噴火活動が継続していたことが窺える。

### 他の自然災害との関連
貞観大噴火の5年後、貞観11年（869年）には東北地方で貞観地震が発生した。陸奥国の多賀城下には津波が襲来し、仙台平野は海岸線から3 - 4kmに渡って水没した。『日本三代実録』によれば、1,000人が溺死したという。

### 青木ヶ原溶岩流
貞観大噴火の折、いくつもの火口から別々に噴出した溶岩流を、総称して「青木ヶ原溶岩流」と呼ぶ。溶岩流は富士山北麓の大森林地帯を焼き払いつつ流れ下る際に多くの溶岩洞や溶岩樹型を形成した。それらの一例が現在の鳴沢氷穴や鳴沢熔岩樹型、西湖蝙蝠穴である。森林地帯を埋め尽くした溶岩流は剗の海に至り、最大深度100mはあったと推測される湖の大半を埋め尽くした。その後、溶岩流の上には1,100年の時を経て植生が回復し、ハリモミなどの針葉樹を中心とした原生林・青木ヶ原樹海が生まれた。